# جون إس. تانر
جون إس. تانر (بالإنجليزية: John S. Tanner )‏ (و. 1944  م) هو سياسي، ومحامي أمريكي، ولد في هولز، هو عضوٌ في الحزب الديمقراطي الأمريكي.

## مناصب
تولى منصب عضو مجلس النواب الأمريكي (6 يناير 2009–3 يناير 2011)
- عضو مجلس النواب الأمريكي (4 يناير 2007–3 يناير 2009)[2]
- عضو مجلس النواب الأمريكي (4 يناير 2005–3 يناير 2007)[2]
- عضو مجلس النواب الأمريكي (7 يناير 2003–3 يناير 2005)[2]
- عضو مجلس النواب الأمريكي (3 يناير 2001–3 يناير 2003)[2]
- عضو مجلس النواب الأمريكي (6 يناير 1999–3 يناير 2001)[2]
- عضو مجلس النواب الأمريكي (7 يناير 1997–3 يناير 1999)[2]
- عضو مجلس النواب الأمريكي (4 يناير 1995–3 يناير 1997)[2]
- عضو مجلس النواب الأمريكي (5 يناير 1993–3 يناير 1995)[2]
- عضو مجلس النواب الأمريكي (3 يناير 1991–3 يناير 1993)[2]
- عضو مجلس نواب تينيسي (1976–1986)[2]
- عضو الجمعية البرلمانية لحلف الناتو
- عضو مجلس النواب الأمريكي.

## التعليم
تعلم في جامعة تينيسي، وتحصل منها على دكتوراه في القانون (حتى 1968)، وجامعة تينيسي، وتحصل منها على بكالوريوس العلوم (حتى 1966)، ومدرسة ثانوية (حتى 1962).

## الخدمة العسكرية
خدم في بحرية الولايات المتحدة (1968–1972).